# Mi - Glas iz Naroda

Logo

Mi - Glas iz Naroda (deutsch: Wir – Die Stimme des Volkes) ist eine populistisch-nationalistische serbische Partei. Seit der Parlamentswahl 2023 ist sie in der Nationalversammlung vertreten.

## Geschichte und Hintergrund

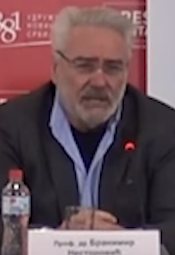
Parteivorsitzender Branimir Nestorović (Dezember 2021)

Der Arzt Branimir Nestorović, der in den 1990er Jahren als Mitglied der Srpski Pokret Obnove und später der Demokratska Stranka in Erscheinung trat, gehörte im Zuge der COVID-19-Pandemie in Serbien zu den lautstarken Kritikern der Maßnahmen der Regierung unter Ana Brnabić. Bei der Parlamentswahl 2022 sprach er sich für das von Boško Obradović angeführte nationalistische Wahlbündnis „Patriotischer Block zur Wiederherstellung des Königreichs Serbien“ der Parteien Dveri und POKS aus, entschied sich jedoch 2023 zur Gründung einer eigenen Partei.
Im Juni 2023 konstituierte sich Mi - Glas iz Naroda. Im Oktober kündigte die Partei ihre Teilnahme an der für Dezember anstehenden Parlamentswahl an und reichte am 26. November die Unterschriftenliste zur Zulassung ein, in deren Folge sie zur Teilnahme zugelassen wurde. Bei der Wahl entfielen knapp unter 5 % der gültigen Stimmen auf die Partei, die damit als fünftstärkste Kraft 13 der 250 Abgeordnetensitze erhielt. Die Partei kündigte an, nur in der Opposition tätig sein zu wollen, und lehnte insbesondere Koalitionen mit der Serbischen Fortschrittspartei und der Srbija protiv nasilja direkt ab. Am 6. Februar 2024 wurden die Abgeordneten bei der konstituierenden Sitzung vereidigt.